# Raphael O'Byrne
Raphaël O'Byrne, né le 15 octobre 1966 à Saint-Cloud, est un directeur de la photographie et réalisateur français.

## Biographie
Raphaël O’Byrne, né le 15 octobre 1966, apprend le métier d’assistant opérateur « sur le tas » et commence à travailler sur des documentaires qui le font voyager à travers le monde. En 1991, il réalise et photographie son premier court-métrage, L’Impromptu de Saint-Géry, il va ensuite réaliser plusieurs courts et des documentaires pour la télévision, tout en continuant à travailler comme assistant caméra puis comme opérateur. En tant que directeur photo, il travaille sur de nombreux documentaires depuis 1995, sur des captations de spectacles (opéra, danse, concert, théâtre) et sur des longs-métrages de fiction. Il a signé, entre autres, l’image de tous les films d’Eugène Green.

## Filmographie

### Réalisateur
- 1991 : L’Impromptu de Saint-Géry (court-métrage)
- 1994 : Yati (court-métrage)
- 1997 : L'Ombre portée (court-métrage)
- 2001 : Profils, Henri Cartier-Bresson : L'amour tout court
- 2002 :Valère Novarina. Ce dont on ne peut parler, c’est cela qu’il faut dire
- 2009 :La partition (moyen-métrage)

### Directeur de la photographie
- 1997 : Richter l’insoumis de Bruno Monsaingeon
- 2001 : Toutes les nuits d'Eugène Green
- 2003 : Le Monde vivant d'Eugène Green
- 2004 : Le Pont des Arts d'Eugène Green
- 2006 : Barakat ! de Djamila Sahraoui
- 2006 : Les Signes d’Eugène Green (court-métrage)
- 2007 : Couleurs d'orchestre de Marie-Claude Treilhou
- 2007 : Rue Santa Fe de Carmen Castillo (photo cosignée avec Ned Burgess)
- 2008 : La Religieuse portugaise d'Eugène Green
- 2008 : Pelleas et Melisande, le chant des aveugles de Philippe Béziat
- 2011 : Noces  de Philippe Béziat
- 2012 : Traviata et nous de Philippe Béziat (photo cosignée avec Hichame Alaoui, Ned Burgess et Mathieu Poirot-Delpech)
- 2012 : Yema de Djamila Sahraoui
- 2014 : La Sapienza d'Eugène Green
- 2015 : Le Fils de Joseph d'Eugène Green
- 2019 : Chanson triste de Louise Narboni
- 2020 : Atarrabi et Mikelats d'Eugène Green
- 2023  : Disco Afrika : une histoire malgache de Luck Razanajaona

## Distinctions

### Récompenses
- 2013 : Yema : 
  - Meilleur image au Fespaco (Festival panafricain du cinéma et de la télévision de Ouagadougou)
  - Best DOP au Malmö film festival
- 1994 : Yati : Prix du Jury au Festival International du Film sur l’Art (FIFA) de Montréal

### Sélections et nominations
- 1997 : L'Ombre portée : sélection à la Mostra de Venise